# Donta’ Greene
Donta’ Greene (* in Springfield, Ohio) ist ein ehemaliger US-amerikanischer American-Football-, Arena-Football- und Canadian-Football-Spieler. Er spielte eine Saison für die Montreal Alouettes in der Canadian Football League (CFL).

## Karriere

### College
Greene spielte zwischen 1999 und 2003 auf der Position des Wide Receivers College Football an der University of Toledo für die Toledo Rockets. In seinem ersten Jahr konnte er 30 Pässe für 349 Yards und einen Touchdown fangen. In seinem zweiten Jahr fing er 31 Pässe für 288 Yards und konnte zwei Touchdowns fangen. Seit 2001 wurde er auch als Returner eingesetzt. 2001 konnte er 21 Kickoffs für 440 Yards und 20 Punts für 248 Yards returnen und fing 11 Pässe für 630 Yards ohne einen Touchdown zu erzielen. In seinem letzten Jahr fing er 63 Pässe für 712 Yards und einen Touchdown und returnte 36 Kickoffs für 809 Yards und 30 Punts für insgesamt 443 Yards.

### CFL
Zur Saison 2003 verpflichteten die Montreal Alouettes Greene. Dort wurde er hauptsächlich als Return Specialist eingesetzt. Am 14. Juni 2004 wurde er entlassen.

### Mid Continental Football League
2004 spielte er für die Kings Comets in der Mid Continental Football League. Er fing dabei in vier Spielen 9 Pässe für 76 Yards und returnte 3 Punts für insgesamt 17 Yards und 5 Kickoffs für 177 Yards.

### Continental Indoor Football League
Am 11. Dezember 2007 verpflichteten die Miami Valley Silverbacks aus der Continental Indoor Football League Greene.